# Пятницких, Сергей Иванович
Пятницких Сергей Иванович (22 декабря 1959 года, д. Белевец, Липецкая область — 10 января 1995 года, Грозный) — командир парашютно-десантного батальона 104-го гвардейского Краснознамённого парашютно-десантного полка 76-й гвардейской Черниговской Краснознамённой воздушно-десантной дивизии, гвардии подполковник, Герой Российской Федерации (посмертно).

## Биография
Родился 22 декабря 1959 года в деревне Белевец Становлянского района Липецкой области. После окончания средней школы обучался в Елецком железнодорожном техникуме, который окончил в 1978 году.
С 1980 года на службе в Вооружённых силах СССР. В 1984 году окончил Рязанское высшее воздушно-десантное Краснознамённое командное училище.
С 1984 по 1990 год служил в 901-м отдельном десантно-штурмовом батальоне (Центральная группа войск, Чехословакия). В 1990 году переведён в 104-й гвардейский Краснознамённый парашютно-десантный полк (Псковская область). В звании гвардии капитана был заместителем командира батальона по боевой подготовке.
Окончил Военную академию им. М. В. Фрунзе. Произведён в гвардии майоры. Командовал 3-м батальоном 104-го гвардейского парашютно-десантного полка.
В ноябре 1994 года в составе батальонной тактической группы полка переброшен в Чечню. Принял участие в штурме Грозного. 10 января 1995 года руководил захватом административного здания вблизи Дома Совета министров. В ходе боя лично возглавил атаку штурмовой группы. Несмотря на ранение, остался в строю. Погиб от пули снайпера.
За бои на подступах к Грозному был досрочно произведён в звание гвардии подполковника (извещение о производстве пришло уже после гибели Пятницких).
Указом Президента Российской Федерации № 289 от 20 марта 1995 года, «за мужество и героизм, проявленные при выполнении специального задания», гвардии подполковнику Пятницких Сергею Ивановичу присвоено звание Героя Российской Федерации (посмертно). Вдове подполковника, Елене Валерьевне Пятницких, была передана медаль «Золотая Звезда» № 0133.
Похоронен в Ельце.

## Память
В селе Становое на Аллее Славы установлен бронзовый бюст Героя.
16 апреля 2012 года в здании Елецкого железнодорожного техникума открыта мемориальная доска Герою России.
С июля 2011 по май 2013 года название «Герой России Пятницких» носил нефтеналивной танкер типа «Волгонефть» проекта 630.
С августа 2013 года название «Герой России Пятницких» носит танкер-химовоз типа «Каллиопа» проекта HCR08.